# Államok vezetőinek listája 1972-ben
Ezen az oldalon az 1972-ben fennálló államok vezetőinek névsora olvasható földrészek, majd országok szerinti bontásban.

## Európa
- Albánia (népköztársaság)
  - A kommunista párt főtitkára – Enver Hoxha (1944–1985)
  - Államfő - Haxhi Lleshi (1953–1982), lista
  - Kormányfő - Mehmet Shehu (1954–1981), lista
- Andorra (parlamentáris társhercegség)
  - Társhercegek
    - Francia társherceg - Georges Pompidou (1969–1974), lista
    - Episzkopális társherceg - Joan Martí i Alanis (1971–2003), lista
- Ausztria (szövetségi köztársaság)
  - Államfő - Franz Jonas (1965–1974), lista
  - Kancellár - Bruno Kreisky (1970–1983), szövetségi kancellár lista
- Belgium (parlamentáris monarchia)
  - Uralkodó - I. Baldvin király (1951–1993)
  - Kormányfő - Gaston Eyskens (1968–1973), lista
- Bulgária (népköztársaság)
  - A kommunista párt vezetője – Todor Zsivkov (1954–1989), a Bolgár Kommunista Párt főtitkára
  - Államfő - Todor Zsivkov (1971–1989), lista
  - Kormányfő - Sztanko Todorov (1971–1981), lista
- Ciprus (köztársaság)
  - Államfő - III. Makáriosz ciprusi érsek (1960–1974), lista
- Csehszlovákia (népköztársaság)
  - A kommunista párt vezetője – Gustáv Husák (1969–1987), a Csehszlovák Kommunista Párt főtitkára
  - Államfő - Ludvík Svoboda (1968–1975), lista
  - Kormányfő - Lubomír Štrougal (1970–1988), lista
- Dánia (parlamentáris monarchia)
  - Uralkodó –
    1. IX. Frigyes király (1947–1972)
    2. II. Margit királynő (1972–2024)

  - Kormányfő –
    1. Jens Otto Krag (1971–1972)
    2. Anker Jørgensen (1972–1973), lista

  -  Feröer
    - Kormányfő – Atli Pætursson Dam (1970–1981), lista

  -  Grönland
    - Kormányfő – Lars Chemnitz (1971–1979), a Landsråd elnöke, lista
- Egyesült Királyság (parlamentáris monarchia)
  - Uralkodó - II. Erzsébet Nagy-Britannia királynője (1952–2022)
  - Kormányfő - Edward Heath (1970–1974), lista
- Finnország (köztársaság)
  - Államfő - Urho Kekkonen (1956–1981), lista
  - Kormányfő - 
    1. Teuvo Aura (1971–1972)
    2. Rafael Paasio (1972)
    3. Kalevi Sorsa (1972–1975), lista

  -  Åland – 
    - Kormányfő – 
      1. Martin Isaksson (1967–1972)
      2. Alarik Häggblom (1972–1979)
- Franciaország (köztársaság)
  - Államfő - Georges Pompidou (1969–1974), lista
  - Kormányfő – Jacques Chaban-Delmas (1969–1973), lista
- Görögország (monarchia)
  - Uralkodó – II. Konstantin király (1964–1973)[1]
  - Régens – 
    1. Jórgosz Zoitákisz (1967–1972)
    2. Jórgosz Papadópulosz (1972–1973)

  - Kormányfő - Jórgosz Papadópulosz (1967–1973), lista
- Hollandia (parlamentáris monarchia)
  - Uralkodó - Julianna királynő (1948–1980)
  - Miniszterelnök - Barend Biesheuvel (1971–1973), lista
  -  Holland Antillák (a Holland Királyság tagállama)
    - lásd Észak-Amerikánál

  -  Suriname (a Holland Királyság tagállama)
    - lásd Dél-Amerikánál
- Izland (köztársaság)
  - Államfő - Kristján Eldjárn (1968–1980), lista
  - Kormányfő - Ólafur Jóhannesson (1971–1974), lista
- Írország (köztársaság)
  - Államfő - Éamon de Valera (1959–1973), lista
  - Kormányfő - Jack Lynch (1966–1973), lista
- Jugoszlávia (népköztársaság)
  - A kommunista párt vezetője – Josip Broz Tito (1936–1980), a Jugoszláv Kommunista Liga Elnökségének elnöke
  - Államfő - Josip Broz Tito (1953–1980), Jugoszlávia Elnöksége elnöke, lista
  - Kormányfő - Džemal Bijedić (1971–1977), lista
- Lengyelország (népköztársaság)
  - A kommunista párt vezetője – Edward Gierek (1970–1980), a Lengyel Egyesült Munkáspárt KB első titkára
  - Államfő - 
    1. Józef Cyrankiewicz (1970–1972)
    2. Henryk Jabłoński (1972–1985), lista

  - Kormányfő - Piotr Jaroszewicz (1970–1980), lista
- Liechtenstein
  - Uralkodó - II. Ferenc József herceg (1938–1989)
  - Kormányfő - Alfred Hilbe (1970–1974), lista
- Luxemburg (parlamentáris monarchia)
  - Uralkodó - János nagyherceg (1964–2000)
  - Kormányfő - Pierre Werner (1959–1974), lista
- Magyarország (népköztársaság)
  - A kommunista párt vezetője – Kádár János (1956–1988), a Magyar Szocialista Munkáspárt első titkára
  - Államfő - Losonczi Pál (1967–1987), az Elnöki Tanács elnöke, lista
  - Kormányfő - Fock Jenő (1967–1975), lista
- Málta (monarchia)
  - Uralkodó – II. Erzsébet, Málta királynője (1964–1974)
  - Főkormányzó - Sir Anthony Mamo (1971–1974), lista
  - Kormányfő - Dom Mintoff (1971–1984), lista
- Monaco
  - Uralkodó - III. Rainier herceg (1949–2005)
  - Államminiszter - 
    1. François-Didier Gregh (1969–1972)
    2. André Saint-Mleux (1972–1981), lista
- NDK (Német Demokratikus Köztársaság) (népköztársaság)
  - A kommunista párt vezetője – Erich Honecker (1971–1989), a Német Szocialista Egységpárt főtitkára
  - Államfő – Walter Ulbricht (1960–1973), az NDK Államtanácsának elnöke
  - Kormányfő – Willi Stoph (1964–1973), az NDK Minisztertanácsának elnöke
- NSZK (Német Szövetségi Köztársaság) (szövetségi köztársaság)
  - Államfő - Gustav Heinemann (1969–1974), lista
  - Kancellár - Willy Brandt (1969–1974), lista
- Norvégia (parlamentáris monarchia)
  - Uralkodó - V. Olaf király (1957–1991)
  - Kormányfő - 
    1. Trygve Bratteli (1971–1972)
    2. Lars Korvald (1972–1973), lista
- Olaszország (köztársaság)
  - Államfő - Giovanni Leone (1971–1978), lista
  - Kormányfő - 
    1. Emilio Colombo (1970–1972)
    2. Giulio Andreotti (1972–1973), lista
- Portugália (köztársaság)
  - Államfő - Américo Tomás (1958–1974), lista
  - Kormányfő - Marcello Caetano (1968–1974), lista
- Románia (népköztársaság)
  - A kommunista párt vezetője – Nicolae Ceaușescu (1965–1989), a Román Kommunista Párt főtitkára
  - Államfő - Nicolae Ceaușescu (1967–1989), lista
  - Kormányfő - Ion Gheorghe Maurer (1961–1974), lista
- San Marino (köztársaság)
  - Régenskapitányok
- Spanyolország (totalitárius állam)
  - Államfő – Francisco Franco (1936–1975)
  - Kormányfő - Francisco Franco (1938–1973), lista
- Svájc (konföderáció)
  - Szövetségi Tanács:[2]
Hans-Peter Tschudi (1959–1973),  Roger Bonvin (1962–1973), Rudolf Gnägi (1965–1979),  Nello Celio (1966–1973), elnök, Ernst Brugger (1969–1978), elnök, Pierre Graber (1970–1978), Kurt Furgler (1971–1986)
- Svédország (parlamentáris monarchia)
  - Uralkodó - VI. Gusztáv Adolf király (1950–1973)
  - Kormányfő - Olof Palme (1969–1976), lista
- Szovjetunió (szövetségi népköztársaság)
  - A kommunista párt vezetője – Leonyid Brezsnyev (1964–1982), a Szovjetunió Kommunista Pártjának főtitkára
  - Államfő – Nyikolaj Podgornij (1965–1977), lista
  - Kormányfő – Alekszej Koszigin (1964–1980), lista
- Vatikán (abszolút monarchia)
  - Uralkodó - VI. Pál pápa (1963–1978)
  - Államtitkár - Jean-Marie Villot (1969–1979), lista

## Afrika
- Afar és Issza (Franciaország tengerentúli megyéje)
  - Főmegbízott - Georges Thiercy (1971–1974), lista
  - Miniszterelnök - Ali Aref Bourhan (1967–1976), lista
- Algéria (köztársaság)
  - Államfő - Houari Boumediene (1965–1978), lista
- Angola (Portugália külbirtoka)
  - Főkormányzó – 
    1. Camilo Augusto de Miranda Rebocho Vaz (1966–1972)
    2. Fernando Augusto Santos e Castro (1972–1974), lista
- Botswana (köztársaság)
  - Államfő - Sir Seretse Khama (1966–1980), lista
- Burundi (köztársaság)
  - Államfő - Michel Micombero (1966–1976), lista
  - Kormányfő - Albin Nyamoya (1972–1973), lista
- Csád (köztársaság)
  - Államfő - N’Garta Tombalbaye (1960–1975), lista
  - Kormányfő - N’Garta Tombalbaye (1959–1975), lista
- Comore-szigetek (Franciaország tengerentúli területe)
  - Főbiztos - Jacques Mouradian (1969–1975), lista
  - Kormányfő – 
    1. Said Ibrahim Ben Ali (1970–1972)
    2. Said Mohamed Jaffar herceg (1972)
    3. Ahmed Abdallah (1972–1975), lista
- Dahomey (köztársaság)
  - Államfő - 
    1. Hubert Maga (1970–1972)
    2. Justin Ahomadégbé-Tomêtin (1972)
    3. Mathieu Kérékou tábornok (1972–1991), lista
- Dél-afrikai Köztársaság (köztársaság)
  - Államfő - Jacobus Johannes Fouché (1968–1975), lista
  - Kormányfő - B. J. Vorster (1966–1978), lista
  - Délnyugat-Afrika (Nemzetek Szövetsége mandátuma, dél-afrikai igazgatás alatt)
    - Főadminisztrátor – Barend Johannes van der Walt (1971–1977), lista
- Egyenlítői-Guinea (köztársaság)
  - Államfő - Masie Nguema Biyogo Ñegue Ndong (1968–1979), lista
- Egyiptom (köztársaság)
  - Államfő - Anvar Szadat (1970–1981), lista
  - Kormányfő - 
    1. Mahmúd Fauzí (1971–1972)
    2. Aziz Szedki (1972–1973), lista
- Elefántcsontpart (köztársaság)
  - Államfő - Félix Houphouët-Boigny (1960–1993), lista
- Etiópia (köztársaság)
  - Uralkodó - Hailé Szelasszié császár (1930–1974)[3]
  - Miniszterelnök - Aklilu Habte-Wold (1961–1974), lista
- Felső-Volta (köztársaság)
  - Államfő - Sangoulé Lamizana (1966–1980), lista
  - Kormányfő - Gérard Kango Ouedraogo (1971–1974), lista
- Gabon (köztársaság)
  - Államfő - Omar Bongo (1967–2009), lista
- Gambia (köztársaság)
  - Államfő - Sir Dawda Jawara (1970–1994), lista
- Ghána (köztársaság)
  - Államfő - 
    1. Edward Akufo-Addo (1970–1972)
    2. Ignatius Kutu Acheampong (1972–1978), a Legfőbb Katonai Tanács elnöke, lista

  - Kormányfő - Kofi Abrefa Busia (1969–1972), lista
- Guinea (köztársaság)
  - Államfő - Sékou Ahmad Touré (1958–1984), lista
  - Kormányfő – Louis Lansana Beavogui (1972–1984), lista
- Kamerun (köztársaság)
  - Államfő - Ahmadou Ahidjo (1960–1982), lista
  - Kormányfő – 
Kelet-Kamerun: Simon Pierre Tchoungui (1965–1972), lista
Nyugat-Kamerun: Salomon Tandeng Muna (1968–1972), lista
Nincs betöltve (1972–1975), lista
- Kenya (köztársaság)
  - Államfő - Jomo Kenyatta (1964–1978), lista
- Kongói Köztársaság (népköztársaság)
  - Államfő - Marien Ngouabi (1969–1977), lista
- Közép-afrikai Köztársaság (köztársaság)
  - Államfő - I. Bokassa császár (1966–1979),[4] elnök
- Lesotho (alkotmányos monarchia)
  - Uralkodó - II. Moshoeshoe király (1966–1990)
  - Kormányfő - Leabua Jonathan (1965–1986),[5] lista
- Libéria (köztársaság)
  - Államfő - William R. Tolbert, Jr. (1971–1980), lista
- Líbia (köztársaság)
  - De facto országvezető - Moammer Kadhafi (1969–2011), lista
  - Névleges államfő - Moammer Kadhafi (1969–1979), Líbia Népi Kongresszusa főtitkára
  - Kormányfő - 
    1. Moammer Kadhafi (1970–1972)
    2. Abdesszalam Dzsallúd (1972–1977), lista
- Malgas Köztársaság
  - Államfő - 
    1. Philibert Tsiranana (1959–1972)[6]
    2. Gabriel Ramanantsoa (1972–1975), lista

  - Kormányfő - Gabriel Ramanantsoa (1972–1975), lista
- Malawi (köztársaság)
  - Államfő - Hastings Banda (1966–1994), lista
- Mali (köztársaság)
  - Államfő - Moussa Traoré (1968–1991), lista
- Marokkó (alkotmányos monarchia)
  - Uralkodó - II. Haszan király (1961–1999)
  - Kormányfő - 
    1. Mohammed Karim Lamrani (1971–1972)
    2. Ahmed Oszmán (1972–1979), lista
- Mauritánia (köztársaság)
  - Államfő - Moktar Úld Daddah (1960–1978), lista
- Mauritius (monarchia)
  - Uralkodó – II. Erzsébet királynő (1968–1992)
  - Főkormányzó – 
    1. Sir Leonard Williams (1968–1972)
    2. Sir Raman Osman (1972–1977), lista

  - Kormányfő - Sir Seewoosagur Ramgoolam (1961–1982),[7] lista
- Mozambik (Portugália külbirtoka)
  - Főkormányzó – 
    1. Eduardo Arantes e Oliveira (1970–1972)
    2. Manuel Pimentel Pereira dos Santos (1972–1974), lista
- Niger (köztársaság)
  - Államfő - Hamani Diori (1960–1974), lista
- Nigéria (köztársaság)
  - Államfő - Yakubu Gowon (1966–1975), a Legfelsőbb Katonai Tanács elnöke, lista
- Portugál Guinea (Portugália külbirtoka)
  - Kormányzó –António de Spínola (1968–1973), lista
- Rhodesia (el nem ismert, de facto független ország)
  - Államfő – Clifford Dupont (1965–1975),[8] lista
  - Kormányfő - Ian Smith (1965–1979), lista
- Ruanda (köztársaság)
  - Államfő - Grégoire Kayibanda (1961–1973), lista
- São Tomé és Príncipe (Portugália külbirtoka)
  - Főkormányzó – António Jorge da Silva Sebastião (1963–1972), lista
- Seychelle-szigetek (az Egyesült Királyság koronagyarmata)
  - Kormányzó - Bruce Greatbatch (1969–1972), lista
  - Kormányfő - Sir James Mancham (1970–1976), lista
- Sierra Leone (köztársaság)
  - Államfő - Siaka Stevens (1971–1985), lista
  - Kormányfő - Sorie Ibrahim Koroma (1971–1975), lista
- Spanyol Szahara (Spanyolország külterülete)
  - Főkormányzó - Fernando de Santiago y Díaz (1971–1974), lista
- Szenegál (köztársaság)
  - Államfő - Léopold Sédar Senghor (1960–1980), lista
  - Kormányfő – Abdou Diouf (1970–1980), lista
- Szent Ilona, Ascension és Tristan da Cunha (Egyesült Királyság tengerentúli területe)
  - Kormányzó - Sir Thomas Oates (1971–1976), lista
- Szomália (köztársaság)
  - Államfő – Sziad Barré (1969–1991), lista
- Szudán (köztársaság)
  - Államfő - Dzsáfar Nimeri (1969–1985), lista
  - Kormányfő – Dzsáfar Nimeri (1969–1976), lista
- Szváziföld (abszolút monarchia)
  - Uralkodó - II. Sobhuza király (1921–1982)[9]
  - Kormányfő - Makhosini Dlamini herceg (1967–1976), lista
- Tanzánia (köztársaság)
  - Államfő - Julius Nyerere (1962–1985),[10] lista
  - Kormányfő - Rashidi Kawawa (1972–1977), lista
  -  Zanzibár
    - Államfő –

    1. Abeid Amani Karume sejk (1964–1972)
    2. Mwinyi Aboud Jumbe sejk (1972–1984), elnök
- Togo (köztársaság)
  - Államfő - Étienne Eyadéma (1967–2005), lista
- Tunézia (köztársaság)
  - Államfő - Habib Burgiba (1957–1987), lista
  - Kormányfő - Hedi Amara Nuíra (1970–1980), lista
- Uganda (köztársaság)
  - Államfő - Idi Amin Dada (1971–1979), lista
- Zaire (köztársaság)
  - Államfő - Mobutu Sese Seko (1965–1997), lista
- Zambia (köztársaság)
  - Államfő - Kenneth Kaunda (1964–1991), lista
- Zöld-foki-szigetek (Portugália külbirtoka)
  - Kormányzó - Antonio Lopes dos Santos (1969–1974), lista

## Dél-Amerika
- Argentína (köztársaság)
  - Államfő - Alejandro Agustín Lanusse (1971–1973), lista
- Bolívia (köztársaság)
  - Államfő - Hugo Banzer (1971–1978), lista
- Brazília (köztársaság)
  - Államfő - Emílio Garrastazú Médici (1969–1974), lista
- Chile (köztársaság)
  - Államfő - Salvador Allende (1970–1973), lista
- Ecuador (köztársaság)
  - Államfő - 
    1. José María Velasco Ibarra (1968–1972)
    2. Guillermo Rodríguez (1972–1976), lista
- Falkland-szigetek (Az Egyesült Királyság tengerentúli területe)
  - Kormányzó - Sir Ernest Gordon Lewis (1971–1975), kormányzó lista
- Guyana (köztársaság)
  - Államfő - Arthur Chung (1970–1980), lista
  - Kormányfő - Forbes Burnham (1964–1980),[11] lista
- Kolumbia (köztársaság)
  - Államfő - Misael Pastrana Borrero (1970–1974), lista
- Paraguay (köztársaság)
  - Államfő - Alfredo Stroessner (1954–1989), lista
- Peru (köztársaság)
  - Államfő - Juan Velasco Alvarado (1968–1975), lista
  - Kormányfő - Ernesto Montagne Sánchez (1968–1973), lista
- Suriname (A Holland Királyság tagállama)
  - Főkormányzó - Johan Ferrier (1968–1980),[12] lista
  - Kormányfő – Jules Sedney (1969–1973), lista
- Uruguay (köztársaság)
  - Államfő - 
    1. Jorge Pacheco Areco (1967–1972)
    2. Juan María Bordaberry (1972–1976), lista
- Venezuela (köztársaság)
  - Államfő - Rafael Caldera (1969–1974), lista

## Észak- és Közép-Amerika
- Amerikai Egyesült Államok (köztársaság)
  - Államfő - Richard Nixon (1969–1974), lista
  -  Amerikai Virgin-szigetek (Az Egyesült Államok társult állama)
    - Kormányzó - Melvin H. Evans (1969–1975), lista

  - Panama-csatorna-övezet (USA külbirtok)
    - Kormányzó – David Stuart Parker (1971–1975), lista

  -  Puerto Rico (Az Egyesült Államok társult állama)
    - Kormányzó - Luis A. Ferré (1969–1973), lista
- Antigua (az Egyesült Királyság társult állama)
  - Főkormányzó - Sir Wilfred Jacobs (1967–1981), lista
  - Kormányfő - George Walter (1971–1976), lista
- Bahama-szigetek (brit koronagyarmat)
  - Kormányzó - 
    1. Báró Francis Hovell-Thurlow-Cumming-Bruce (1968–1972)
    2. Sir John Warburton Paul (1972–1973), ügyvivő, lista

  - Kormányfő - Sir Lynden Pindling (1967–1992), lista
- Barbados (parlamentáris monarchia)
  - Uralkodó - II. Erzsébet királynő, Barbados királynője (1966–2021)
  - Főkormányzó - Sir Arleigh Winston Scott (1967–1976), lista
  - Kormányfő - Errol Barrow (1961–1976), lista
- Bermuda (Az Egyesült Királyság tengerentúli területe)
  - Kormányzó - 
    1. Roland Robinson (1964–1972)
    2. Sir Richard Sharples (1972–1973), lista

  - Kormányfő - Sir Edward Richards (1971–1975), lista
- Brit Honduras (az Egyesült Királyság koronagyarmata)
  - Kormányzó - 
    1. Sir John Warburton Paul (1966–1972)
    2. Sir Richard Posnett (1972–1976), Brit Honduras kormányzója

  - Kormányfő - George Cadle Price (1961–1984), lista
- Brit Virgin-szigetek (Az Egyesült Királyság tengerentúli területe)
  - Kormányzó - Derek George Cudmore (1971–1974), lista
  - Kormányfő - Willard Wheatley (1971–1979), lista
- Costa Rica (köztársaság)
  - Államfő - José Figueres Ferrer (1970–1974), lista
- Dominikai Közösség (az Egyesült Királyság társult állama)
  - Kormányzó - Sir Louis Cools-Lartigue (1968–1979), lista
  - Kormányfő - Edward Oliver LeBlanc (1969–1974), lista
- Dominikai Köztársaság (köztársaság)
  - Államfő - Joaquín Balaguer (1966–1978), lista
- Salvador (köztársaság)
  - Államfő - 
    1. Fidel Sánchez Hernández (1967–1972)
    2. Arturo Armando Molina (1972–1977), lista
- Grenada (Az Egyesült Királyság társult állama)
  - Főkormányzó - Dáma Hilda Bynoe (1968–1974), lista
  - Kormányfő - Sir Eric Gairy (1967–1979),[13] lista
- Guatemala (köztársaság)
  - Államfő - Carlos Manuel Arana Osorio (1970–1974), lista
- Haiti (köztársaság)
  - Államfő - Jean-Claude Duvalier (1971–1986), Haiti örökös elnöke, lista
- Holland Antillák (A Holland Királyság társult állama)
  - Kormányzó - Bernadito M. Leito (1970–1983), lista
  - Miniszterelnök - Otto R.A. Beaujon (1971–1973), lista
- Honduras (köztársaság)
  - Államfő - 
    1. Ramón Ernesto Cruz Uclés (1971–1972)
    2. Oswaldo López Arellano (1972–1975), lista
- Jamaica (parlamentáris monarchia)
  - Uralkodó - II. Erzsébet királynő, Jamaica királynője, (1962–2022)
  - Főkormányzó - Sir Clifford Campbell (1962–1973), lista
  - Kormányfő - 
    1. Hugh Shearer (1967–1972)
    2. Michael Manley (1972–1980), lista
- Kajmán-szigetek (Az Egyesült Királyság tengerentúli területe)
  - Kormányzó - Kenneth Roy Crook (1971–1974), lista
- Kanada (parlamentáris monarchia)
  - Uralkodó - II. Erzsébet királynő, Kanada királynője, (1952–2022)
  - Főkormányzó - Roland Michener (1967–1974), lista
  - Kormányfő - Pierre Trudeau (1968–1979), lista
- Kuba (népköztársaság)
  - A kommunista párt főtitkára - Fidel Castro (1965–2011), főtitkár
  - Államfő - Osvaldo Dorticós Torrado (1959–1976), lista
  - Miniszterelnök - Fidel Castro (1959–2008), lista
- Mexikó (köztársaság)
  - Államfő - Luis Echeverría (1970–1976), lista
- Montserrat (Az Egyesült Királyság tengerentúli területe)
  - Kormányzó - Willoughby Harry Thompson (1971–1974), lista
  - Kormányfő - Percival Austin Bramble (1970–1978), lista
- Nicaragua (köztársaság)
  - Államfő - 
    1. Anastasio Somoza Debayle (1967–1972)
    2. Nemzeti Kormányzó Junta (1972–1974), lista
- Panama (köztársaság)
  - De facto országvezető – Omar Torrijos (1968–1981), a Nemzeti Gárda parancsnoka
  - Államfő - Demetrio B. Lakas (1969–1978), lista
- Saint Christopher-Nevis-Anguilla (az Egyesült Királyság társult állama)
  - Kormányzó - Sir Milton Allan (1969–1975), kormányzó
  - Kormányfő - Robert Bradshaw (1966–1978), lista
- Saint Lucia (az Egyesült Királyság társult állama)
  - Kormányzó - Sir Ira Marcus Simmons (1971–1974), lista
  - Kormányfő - John Compton (1964–1979), lista
- Saint-Pierre és Miquelon (Franciaország külbirtoka)
  - Prefektus - Henri Beaux (1971–1974), lista
  - A Területi Tanács elnöke - Albert Pen (1968–1984), lista
- Saint Vincent és a Grenadine-szigetek (az Egyesült Királyság társult állama)
  - Kormányzó - Sir Rupert John (1970–1976), lista
  - Kormányfő - 
    1. Milton Cato (1967–1972)
    2. James Fitz-Allen Mitchell (1972–1974), lista
- Trinidad és Tobago (köztársaság)
  - Uralkodó - II. Erzsébet királynő (1962–1976)
  - Főkormányzó - 
    1. Sir Solomon Hochoy (1960–1972)[14]
    2. Sir Ellis Clarke (1972–1976) lista

  - Kormányfő - Eric Williams (1956–1981),[14] lista
- Turks- és Caicos-szigetek (Az Egyesült Királyság tengerentúli területe)
  - Kormányzó - Alexander Graham Mitchell (1971–1975), lista

## Ázsia
- Afganisztán (köztársaság)
  - Uralkodó – Mohamed Zahir király (1933–1973)
  - Kormányfő –  
    1. Abdul Zahir (1971–1972)
    2. Mohammad Musza Safík (1972–1973), lista
- Bahrein (alkotmányos monarchia)
  - Uralkodó - II. Ísza emír (1961–1999)[15]
  - Kormányfő - Halífa ibn Szalmán Al Halífa, lista (1970–2020)[16]
- Banglades (köztársaság)
  - Államfő - 
    1. Mudzsibur Rahmán sejk (1971–1972)
    2. Abu Szajéd Csoudri (1972–1973), lista

  - Kormányfő - 
    1. Tadzsuddin Ahmad (1971–1972)
    2. Mudzsibur Rahmán sejk (1972–1975), lista
- Bhután (abszolút monarchia)
  - Uralkodó - 
    1. Dzsigme Dordzsi Vangcsuk király (1952–1972)
    2. Dzsigme Szingye Vangcsuk király (1972–2006)
- Brunei (brit protektorátus)
  - Főmegbízott - 
    1. Arthur Robin Adair (1968–1972)
    2. Peter Gautrey (1972–1975), Brunei brit főmegbízottja

  - Uralkodó - Hassanal Bolkiah, szultán (1967–)
  - Kormányfő - 
    1. Dato Pengiran Muhammad Yusuf bin Abdul Rahim (1967–1972)
    2. Pengiran Dipa Negara Laila Diraja Pengiran Abdul Mumin (1972–1981), lista
- Burma (köztársaság)
  - Államfő - Ne Vin (1962–1981), lista
  - Kormányfő - Ne Vin (1962–1974), lista
- Ceylon
- lásd Srí Lanka alatt.
- Dél-Korea (köztársaság)
  - Államfő - Pak Csong Hi (1962–1979), lista
  - Kormányfő - Kim Dzsongphil (1971–1975), lista
- Egyesült Arab Emírségek (abszolút monarchia)
  - Elnök - Zájed bin Szultán Ál Nahján (1971–2004), lista
  - Kormányfő - Maktúm bin Rásid Ál Maktúm (1971–1979), lista
  - Az egyes Emírségek uralkodói (lista):
    - Abu-Dzabi – Zájed bin Szultán Ál Nahján (1966–2004)
    - Adzsmán – Rásid ibn Humajd an-Nuajmi (1928–1981)
    - Dubaj – Rásid bin Szaíd Ál Maktúm (1958–1990)
    - Fudzsejra – Muhammad ibn Hamad as-Sarki (1942–1974)
    - Rász el-Haima – Szakr ibn Muhammad al-Kászimi (1948–2010)
    - Sardzsa – 
      1. Kálid ibn Muhammad al-Kászimi (1965–1972)
      2. Szakr ibn Muhammad al-Kászimi (1972)
      3. Szultán ibn Muhammad al-Kászimi (1972–)

    - Umm al-Kaivain – Ahmád ibn Rásid al-Mualla (1929–1981)
- Észak-Korea (népköztársaság)
  - A kommunista párt főtitkára - Kim Ir Szen (1948–1994), főtitkár
  - Államfő - 
    1. Csoi Jongkun (1957–1972)
    2. Kim Ir Szen (1972–1994), országvezető

  - Kormányfő - 
    1. Kim Ir Szen (1948–1972)
    2. Kim Ir (1972–1976), lista
- Fülöp-szigetek (köztársaság)
  - Államfő - Ferdinand Marcos (1965–1986), lista
- Hongkong (brit koronafüggőség)
  - Kormányzó - Sir Murray MacLehose (1971–1982), lista
- India (köztársaság)
  - Államfő - Varahagiri Venkata Giri (1969–1974), lista
  - Kormányfő - Indira Gandhi (1966–1977), lista
  - Szikkim (Indiai protektorátus)
    - Indiai politikai tiszt - Kayatyani Shankar Bajpai (1972–1974), lista
    - Uralkodó - Palden Thondup Namgyal (1963–1975), lista
    - Kormányfő - Inder Sen Chopra (1969–1972), Szikkim adminisztrációs főtisztviselője
- Indonézia (köztársaság)
  - Államfő - Suharto (1967–1998), lista
- Irak (köztársaság)
  - Államfő - Ahmed Haszan al-Bakr (1968–1979), lista
  - Kormányfő - Ahmed Haszan al-Bakr (1968–1979), lista
- Irán (monarchia)
  - Uralkodó – Mohammad Reza Pahlavi sah (1941–1979)
  - Kormányfő – Amír-Abbász Hoveida (1965–1977), lista
- Izrael (köztársaság)
  - Államfő - Zalmán Sazár (1963–1973), lista
  - Kormányfő - Golda Meir (1969–1974), lista
- Japán (parlamentáris monarchia)
  - Uralkodó - Hirohito császár (1926–1989)
  - Kormányfő - 
    1. Eiszaku Szató (1964–1972)
    2. Tanaka Kakuei (1972–1974), lista
- Dél-Jemen (Jemeni Népi Demokratikus Köztársaság) (népköztársaság)
  - Államfő – Szálim Rubaí Alí (1969–1978), Dél-Jemen Legfelsőbb Népi Tanácsa elnökségének elnöke
  - Kormányfő – Haidar Abu Bakr al-Attasz (1971–1986)
- Észak-Jemen (Jemeni Arab Köztársaság) (köztársaság)
  - Államfő - Abdul Rahman al-Irjani (1967–1974), lista
  - Kormányfő – 
    1. Mohszin Ahmad al-Aini (1971–1972)
    2. Kadi Abdullah al-Hagri (1972–1974), lista
- Jordánia (alkotmányos monarchia)
  - Uralkodó - Huszejn király (1952–1999)
  - Kormányfő - Ahmad al-Lauzi (1971–1973), lista
- Katar (abszolút monarchia)
  - Uralkodó - 
    1. Ahmad emír (1960–1972)[17]
    2. Halífa emír (1972–1995)

  - Kormányfő - Halífa emír (1970–1995)[17]
- Khmer Köztársaság (köztársaság)
  - Államfő - 
    1. Cseng Heng (1970–1972)
    2. Lon Nol (1972–1975), lista

  - Kormányfő - 
    1. Lon Nol (1969–1972)
    2. Sisowath Sirik Matak herceg (1972)
    3. Son Ngoc Thanh (1972)
    4. Hang Thun Hak (1972–1973), lista
- Kína (népköztársaság)
  - A kommunista párt főtitkára - Mao Ce-tung (1935–1976), főtitkár
  - Államfő - 
Szung Csing-ling (1968–1972), ügyvivő
Tung Bivu (1968–1975), ügyvivő, lista
  - Kormányfő - Csou En-laj (1949–1976), lista
- Kuvait (alkotmányos monarchia)
  - Uralkodó - III. Szabáh emír (1965–1977)
  - Kormányfő - Dzsáber al-Ahmad al-Dzsáber asz-Szabáh (1965–1978), lista
- Laosz (monarchia)
  - Uralkodó - Szavangvatthana király (1959–1975)
  - Kormányfő - Szuvanna Phumma herceg (1962–1975), lista
- Libanon (köztársaság)
  - Államfő - Szulejman Frangieh (1970–1976), lista
  - Kormányfő - Szaeb Szalam (1970–1973), lista
- Makaó (Portugália külbirtoka)
  - Kormányzó - José Manuel de Sousa e Faro Nobre de Carvalho (1966–1974), kormányzó
- Malajzia (parlamentáris monarchia)
  - Uralkodó - Abdul Halim szultán (1970–1975)
  - Kormányfő - Abdul Razak Huszejn (1970–1976), lista
- Maldív-szigetek (köztársaság)
  - Államfő - Ibrahim Naszir (1968–1978), lista
  - Kormányfő - Ahmed Zaki (1972–1975), lista
- Mongólia (népköztársaság)
  - A kommunista párt vezetője – Jumdzságin Cedenbál (1958–1984), Mongol Forradalmi Néppárt Központi Bizottságának főtitkára
  - Államfő - 
    1. Dzsamszrangín Szambú (1954–1972)
    2. Szonomün Luvszan (1972–1974), ügyvivő, Mongólia Nagy Népi Hurálja Elnöksége elnöke, lista

  - Kormányfő - Jumdzságin Cedenbál (1952–1974), lista
- Nepál (alkotmányos monarchia)
  - Uralkodó - 
    1. Mahendra király (1955–1972)
    2. Bírendra király (1972–2001)

  - Kormányfő - Kirti Nidhi Biszta (1971–1973), lista
- Omán (abszolút monarchia)
  - Uralkodó - Kábúsz szultán (1970–2020)
  - Kormányfő - 
    1. Tarík bin Taimúr al-Száid (1970–1972)
    2. Kábúsz bin Száid al-Száid (1972–), lista
- Pakisztán (köztársaság)
  - Államfő - Zulfikar Ali Bhutto (1971–1973), lista
- Srí Lanka (köztársaság)
- Ceylon 1972. május 22-én változtatta nevét Srí Lankára.
  - Uralkodó – II. Erzsébet, Ceylon királynője (1952–1972)
  - Főkormányzó – William Gopallawa (1962–1972), lista
  - Államfő - William Gopallawa (1972–1978), lista
  - Kormányfő - Szirimávó Bandáranájaka (1970–1977), lista
- Szaúd-Arábia (abszolút monarchia)
  - Uralkodó - Fejszál király (1964–1975)
  - Kormányfő - Fejszál király (1962–1975)
- Szingapúr (köztársaság)
  - Államfő - Benjamin Sheares (1971–1981), lista
  - Kormányfő - Li Kuang-jao (1959–1990)[18]
- Szíria (köztársaság)
  - Államfő - Hafez al-Aszad (1971–2000), lista
  - Kormányfő - 
    1. Abdul Rahman Kleifaví (1971–1972)
    2. Mahmúd al-Ajjúbi (1972–1976), lista
- Tajvan (köztársaság)
  - Államfő - Csang Kaj-sek (1950–1975), lista
  - Kormányfő - 
    1. Jen Csiakan (1963–1972)
    2. Csiang Csinkuo (1972–1978), lista
- Thaiföld (parlamentáris monarchia)
  - Uralkodó - Bhumibol Aduljadezs király (1946–2016)
  - Kormányfő - Thanom Kittikacsorn (1963–1973), lista
- Törökország (köztársaság)
  - Államfő - Cevdet Sunay (1966–1973), lista
  - Kormányfő - 
    1. Nihat Erim (1971–1972)
    2. Ferit Melen (1972–1973), lista
- Dél-Vietnám
  - Államfő - Nguyễn Văn Thiệu (1965–1975), lista
  - Kormányfő - Trần Thiện Khiêm (1969–1975), lista
- Észak-Vietnam
  - A kommunista párt főtitkára - Lê Duẩn (1960–1986), főtitkár
  - Államfő - Tôn Đức Thắng (1969–1980),[19] lista
  - Kormányfő - Phạm Văn Đồng (1955–1987),[20] lista

## Óceánia
- Amerikai Szamoa (Az Amerikai Egyesült Államok külterülete)
  - Kormányzó - John Morse Haydon (1969–1974), lista
- Ausztrália (parlamentáris monarchia)
  - Uralkodó - II. Erzsébet királynő, Ausztrália királynője, (1952–2022)
  - Főkormányzó - Sir Paul Hasluck (1969–1974), lista
  - Kormányfő - 
    1. William McMahon (1971–1972)
    2. Gough Whitlam (1972–1975), lista

  -  Karácsony-sziget (Ausztrália külterülete)
    - Adminisztrátor - J.S. White (1970–1973)

  -  Kókusz (Keeling)-szigetek (Ausztrália külterülete)
    - Kormányzó - John Cecil Clunies-Ross (1947–1978), lista
    - Adminisztrátor - 
      1. C.W. Suthern (1969–1972)
      2. C. McManus (1972–1975)

  -  Norfolk-sziget (Ausztrália autonóm területe)
    - Adminisztrátor - 
      1. Robert Nixon Dalkin (1968–1972)
      2. Edward Thomas Pickerd (1972–1975)

    - Kormányfő - William M. Randall (1967–1974), lista

  -  Pápua Új-Guinea (ENSZ gyámsági terület, Ausztrália igazgatása alatt)
  - Főkormányzó - Leslie Wilson Johnson (1970–1974), lista
- Brit Salamon-szigetek (brit protektorátus)
  - Kormányzó - Michael David Irving Gass (1969–1973), lista
- Csendes-óceáni-szigetek (ENSZ gyámsági terület, USA adminisztráció)
  - Főbiztos – Edward Elliott Johnston (1969–1976)
- Fidzsi (monarchia)
  - Uralkodó – II. Erzsébet királynő, Fidzsi királynője, (1970–1987)
  - Főkormányzó – Sir Robert Sidney Foster (1968–1973),[21] lista
  - Kormányfő - Ratu Sir Kamisese Mara (1967–1987),[22] lista
- Francia Polinézia (Franciaország külterülete)
  - Főbiztos - Pierre Louis Angeli (1969–1973), lista
- Gilbert és Ellice-szigetek (brit protektorátus)
  - Kormányzó – Sir John Osbaldiston Field (1970–1973), lista
  - Kormányfő – Reuben K. Uatioa (1971–1974), lista
- Guam (Az USA külterülete)
  - Kormányzó - Carlos Camacho (1969–1975), lista
- Nauru (köztársaság)
  - Államfő - Hammer DeRoburt (1968–1976), lista
- Nyugat-Szamoa (parlamentáris monarchia)
  - Uralkodó - Malietoa Tanumafili II, O le Ao o le Malo (1962–2007)
  - Kormányfő - Tupua Tamasese Lealofi IV (1970–1973), lista
- Pitcairn-szigetek (Az Egyesült Királyság külbirtoka)
  - Kormányzó - Sir Arthur Norman Galsworthy (1970–1973), lista
- Tonga (alkotmányos monarchia)
  - Uralkodó - IV. Tāufaʻāhau Tupou király (1965–2006)[23]
  - Kormányfő - Fatafehi Tu'ipelehake herceg (1965–1991),[23] lista
- Új-Hebridák (brit-francia kondomínium)
  - brit helyi kormányzó - Colin Allan (1966–1973)
  - francia helyi kormányzó[24] - Robert Jules Amédée Langlois (1969–1974)
- Új-Kaledónia (Franciaország külbirtoka)
  - Főbiztos - Louis Verger (1969–1973), lista
- Új-Zéland (parlamentáris monarchia)
  - Uralkodó - II. Erzsébet királynő, Új-Zéland királynője (1952–2022)
  - Főkormányzó - 
    1. Sir Arthur Porritt (1967–1972)
    2. Sir Richard Wild (1972)
    3. Sir Denis Blundell (1972–1977), lista

  - Kormányfő - 
    1. Sir Keith Holyoake (1960–1972)
    2. Jack Marshall (1972)
    3. Norman Kirk (1972–1974), lista

  -  Cook-szigetek (Új-Zéland társult állama)
    - Kormányfő - Albert Henry (1965–1978), lista

  -  Niue (Új-Zéland társult állama)
    - Főbiztos - Selwyn Digby Wilson (1968–197.)

  -  Tokelau-szigetek (Új-Zéland külterülete)
    - Adminisztrátor - 
      1. Duncan MacIntyre (1971–1972)
      2. Matiu Rata (1972–1973)
- Wallis és Futuna (Franciaország külterülete)
  - Főadminisztrátor - 
    1. Guy Boileau (1971–1972)
    2. Jacques de Agostini (1972–1974), lista

  - A Területi Gyűlés elnöke - 
    1. Sosefo Papillo (1967–1972)
    2. Mikaele Folaumahina (1972–1975), lista